# گلوکوفیتا
گلوکوفیتا (Glaucophyta) یا گلوکوفیت‌ها نام یک شاخه از باستان‌گیاهیان است. آنها یک گروه کوچک از جلبک‌های میکروسکپی آب‌های آزاد هستند.
مطالعه گلوکوفیت‌ها برای بررسی روند تکامل کلروپلاست مورد علاقه زیست‌شناسان است. کلروپلاست گلوکوفیت‌ها «سیانل» یا «سیانوپلاست» ('cyanelles' یا 'cyanoplasts') نامیده می‌شود. برخلاف کلروپلاست در دیگر جانداران، آنها دارای یک لایه پپتیدوگلیکان هستند که تصور می‌شود یادگاری از منشأ درون‌هم‌زیستی پلاستیدها از سیانوباکتر باشد.